# Joyce Quin
Joyce Gwendolen Quin, baronessa Quin (ur. 26 listopada 1944 w Tynemouth) – brytyjska (walijska) polityk i filolog, posłanka do Parlamentu Europejskiego I i II kadencji, minister stanu, członek Izby Gmin (1987–2005) i Izby Lordów (od 2006).

## Życiorys
Ukończyła filologię francuską na Uniwersytecie w Newcastle oraz stosunki międzynarodowe w London School of Economics. Pracowała jako lektorka języka francuskiego na Uniwersytecie w Bath i Durham University, wykładała także stosunki międzynarodowe. Zasiadała w zarządach organizacji społecznych, m.in. radzie brytyjsko-francuskiej, opublikowała także dwie książki. Współpracowała z Ruchem Europejskim.
Zaangażowała się w działalność polityczną w ramach Partii Pracy, od 1969 do 1972 badaczka w biurze ds. międzynarodowych ugrupowania. W 1979 i 1984 wybierana posłanką do Parlamentu Europejskiego, przystąpiła do frakcji socjalistycznej. Od 1987 zasiadała w Izby Gmin, uzyskiwała reelekcję w 1992, 1997 i 2001. W ramach gabinetów cieni labourzystów była ministrem ds. konsumentów, zatrudnienia polityki handlowej i regionalnej, a także sekretarzem stanu ds. europejskich. Zajmowała stanowisko sekretarz stanu ds. więziennictwa (maj 1997–lipiec 1998) oraz ds. europejskich (lipiec 1998–lipiec 1999). W 2006 wykreowana parem dożywotnim, w tym samym roku zasiadła w Izbie Lordów.

## Odznaczenia
W 2010 odznaczona Legią Honorową IV klasy.